# Corne ducale

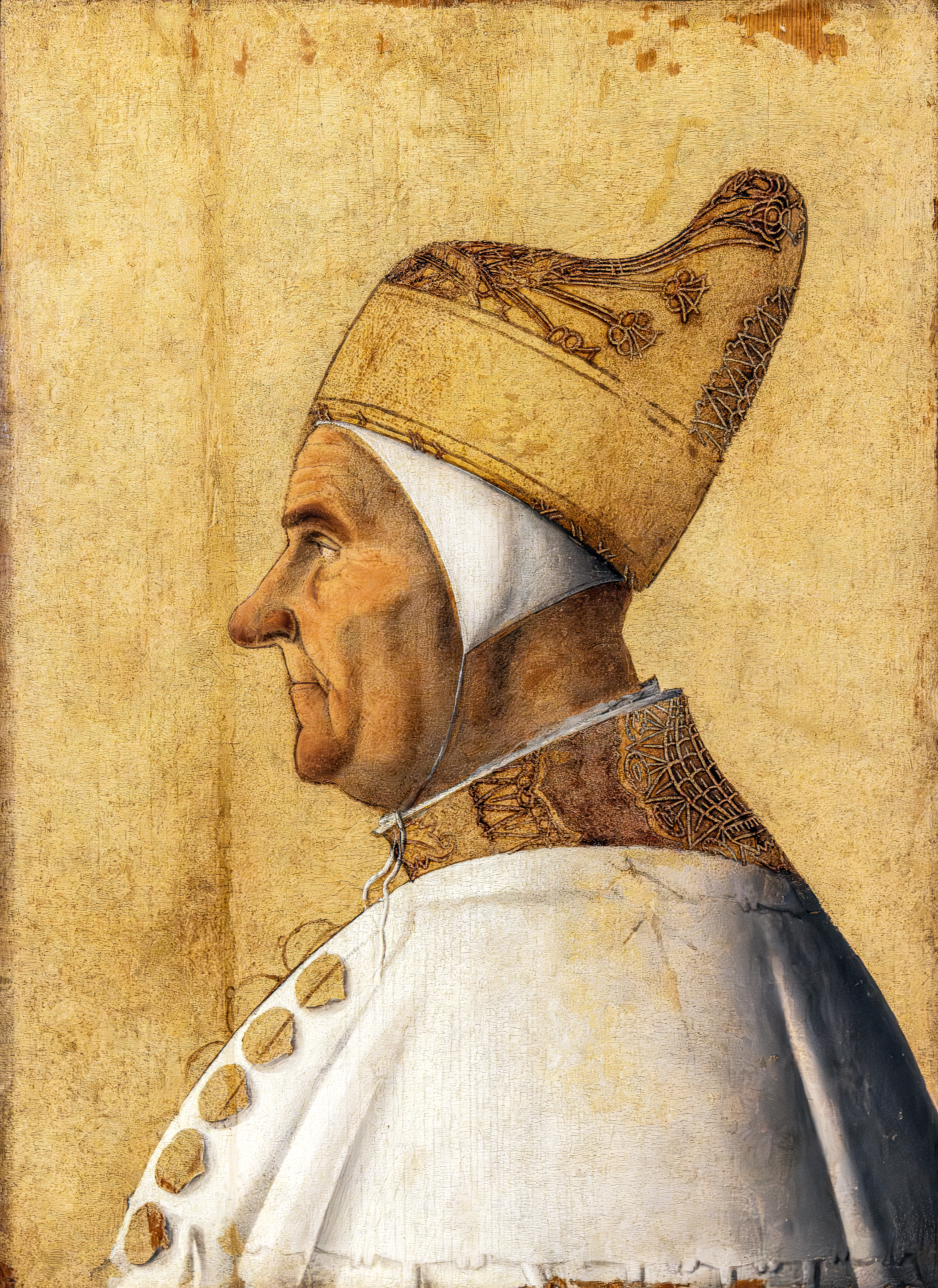
Le doge Giovanni Mocenigo
par Gentile Bellini (c. 1480)
Tempera sur bois, musée Correr.

La corne ducale (en italien, corno ducale) est la coiffe portée par les doges de Venise.

## Historique
De par sa forme particulière, le corno ducale est un symbole très tôt remarqué de la sérénissime république de Venise. En France, le terme est francisé dès le XVIIe siècle — au moins — et les dictionnaires et ouvrages français de cette époque mentionnent l'existence d'une « corne ducale »,. Cette francisation est attestée par un usage constant en littérature, notamment chez Jean-Jacques Rousseau et Chateaubriand.
En dialecte vénitien, la corne ducale se dit zoia, littéralement « joyau ». Elle est citée comme emblème du pouvoir dogal dès le XIIe siècle et se présente sous forme d'un bonnet conique, mais son existence est vraisemblablement très antérieure (cf. infra).
La pointe arrière en forme de corne courbe lui donnant son nom est mentionnée au XIIIe siècle sous le règne de Reniero Zeno († 1268). Celui-ci enrichit la coiffe, alors en velours cramoisi, d'un cercle d'or sur son pourtour. Une croix d'or y est ajoutée par le doge Lorenzo Celsi. Une autre transformation de la zoia se produit au XVe siècle quand le doge Nicolo Marcello (1399-1474) s'en fait réaliser une en or.
L'objet s'enrichit de pierreries au fur et à mesure du temps. Sa ceinture d'or, « large de deux doigts », est couverte de pierres précieuses, parmi lesquelles un diamant offert en 1574 par Henri III, lors de son passage à Venise au retour de Pologne. Elle présente également un ensemble de perles en poire « dont la beauté et la grosseur peuvent bien faire regarder cette couronne ducale comme la plus riche pièce du Trésor ». La croix d'or du XIIIe siècle est devenue une croix de diamants.
Cet emblème de cérémonie est présenté au doge le jour de son élection. Il lui est posé sur la tête par le plus jeune des membres du Conseil majeur, avec l'adresse suivante : « Accipe coronam ducalem, Ducatus Venetiarum » (« Reçois la couronne ducale, Doge de Venise »). Le doge porte ensuite cette corne en toutes les circonstances où s'expriment la dignité et le pouvoir de la république de Venise, notamment le jour de Pâques et lors de la fête de l'Ascension, pour la cérémonie de son « mariage avec la mer ». Dans les autres circonstances, il porte une simple corne de velours.
La corne de cérémonie disparaît avec l'institution dogale en 1797, après la prise de Venise par Bonaparte et l'abdication de Ludovico Manin, dernier doge à l'avoir portée. Elle n'a jamais été retrouvée.

## Le bonnet de lin
Sous la corne ducale — qu'elle soit de cérémonie ou ordinaire — il est d'usage que le doge porte un bonnet de lin blanc lui couvrant les oreilles et noué sous le menton par un cordonnet. À l'époque, cette précaution fait l'objet de moqueries des visiteurs et des étrangers. Jean-Jacques Rousseau parle de ce bonnet comme d'une « coiffure de femme ».
L'accessoire a toutefois une fonction de majesté, celle de permettre au souverain de ne jamais se retrouver tête nue s'il venait à devoir quitter la corne. Il serait aussi, selon les Vénitiens, un rappel du bandeau porté par les archontes de l'Athènes antique.

## Origine de la corne
Au cours des siècles, le dessin particulier de la corne ducale suscite les interrogations et paraît permettre toutes les interprétations.
Ainsi, un auteur y voit l'héritage d'un geste de Pépin, fils de Charlemagne, qui aurait déchiré une manche de son vêtement pour la poser en tas, mais fort respectueusement, sur la tête nue d'un vieux doge frigorifié, d'où cette forme étrange. Cette hypothèse de pure fantaisie est qualifiée dès le XVIIe siècle de « conte à bercer les enfants ».
À la même époque, une origine « levantine » est évoquée avec plus de vraisemblance. Cette interprétation est en effet confortée aujourd'hui par les historiens modernes qui rappellent que les soldats de Byzance stationnés à Venise portaient une coiffe rappelant le bonnet phrygien, de même que leur chef, le doge (du latin dux, « chef »). La forme de la corne ducale en conserve le souvenir.